# Lester Sill
Lester Sill (Los Angeles (Californië), 13 januari 1918 - Tarzana, Los Angeles, 31 oktober 1994) was een Amerikaanse muziekproducent, platenbaas en muziekuitgever.
Na zijn legerdienst in de Tweede Wereldoorlog was hij eerst een tijdje nachtclubeigenaar in Hollywood, maar ging dan in de muziekbusiness. In het begin van de jaren 1950 werkte hij in het promotieteam van Modern Records in Los Angeles, waarvoor hij later rhythm & blues-acts als Charles Brown en B.B. King produceerde. In die periode ontmoette hij de songschrijvers Jerry Leiber & Mike Stoller, waarmee hij veel zou samenwerken.
In 1961 richtte hij met de toen nog onbekende Lee Hazlewood het platenlabel Gregmark Records op. Sill bracht zijn jonge leerling Phil Spector mee als producer. Spector produceerde er de hit "I Love How You Love Me" van de Paris Sisters, de eerste van een lange reeks successen. Sill en Spector vormden in hetzelfde jaar 1961 het label Philles Records (met de Phil van Phil Spector en de Les van Lester) en produceerden er acts als The Ronettes en The Crystals. Maar het boterde niet tussen de beide mannen en Sill beëindigde het partnerschap na 14 maanden.
In 1964 werd Sill consulent van Don Kirshner, de president van Screen Gems-Columbia Music, de muziekafdeling van Columbia Pictures waartoe het platenlabel Colpix Records, later Colgems, behoorde. Nadat Columbia Pictures de afdeling aan EMI Music had verkocht volgde hij Kirshner op als president.
In 1985 kreeg hij de leiding van de muziekuitgeverij Jobete Music van Motown-baas Berry Gordy, een positie die hij behield tot kort voor zijn dood.
Sill had drie zonen, Joel, Gregg en Lonnie die alle drie in de muziekafdeling van film- en televisiestudios werkten.